# Floscopa perforans
Floscopa perforans là một loài thực vật có hoa trong họ Commelinaceae. Loài này được Rusby mô tả khoa học đầu tiên năm 1910.